# 日本医薬品一般的名称
日本医薬品一般的名称（にほんいやくひんいっぱんてきめいしょう、英: Japanese Accepted Names for Pharmaceuticals、略称: JAN）は、日本政府によって医薬物質に与えられる薬局方に記載されている非専売名（一般名）である。日本での一般的名称は1966年から医薬品一般名称調査会が定めている。一般名の命名基準等に従い考案されたものが、命名申請手続きを経て協議、決定される。